# Basiaeschna janata
Basiaeschna janata är en trollsländeart som först beskrevs av Thomas Say 1839.  Basiaeschna janata ingår i släktet Basiaeschna och familjen mosaiktrollsländor. Inga underarter finns listade i Catalogue of Life.

## Bildgalleri

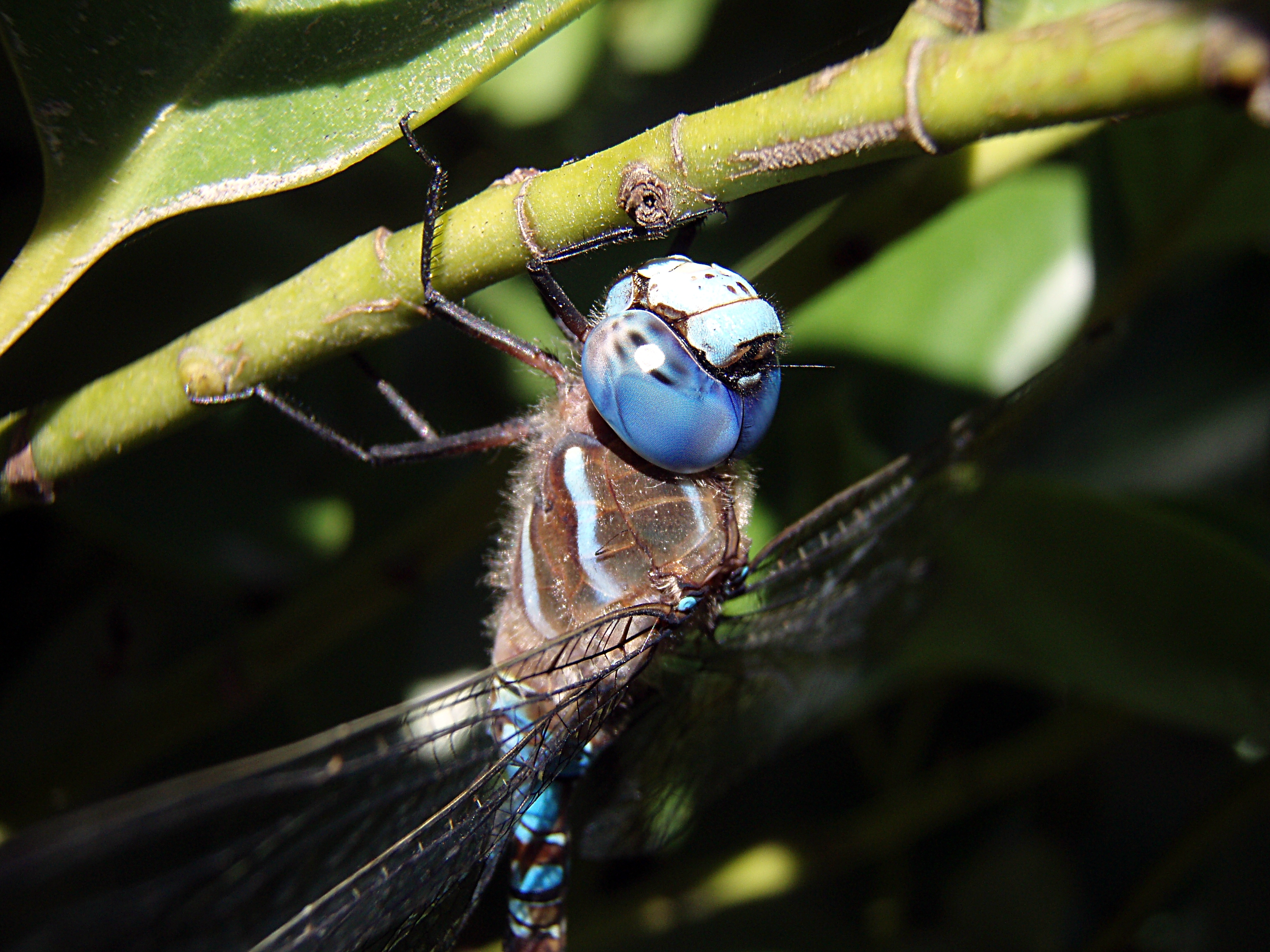
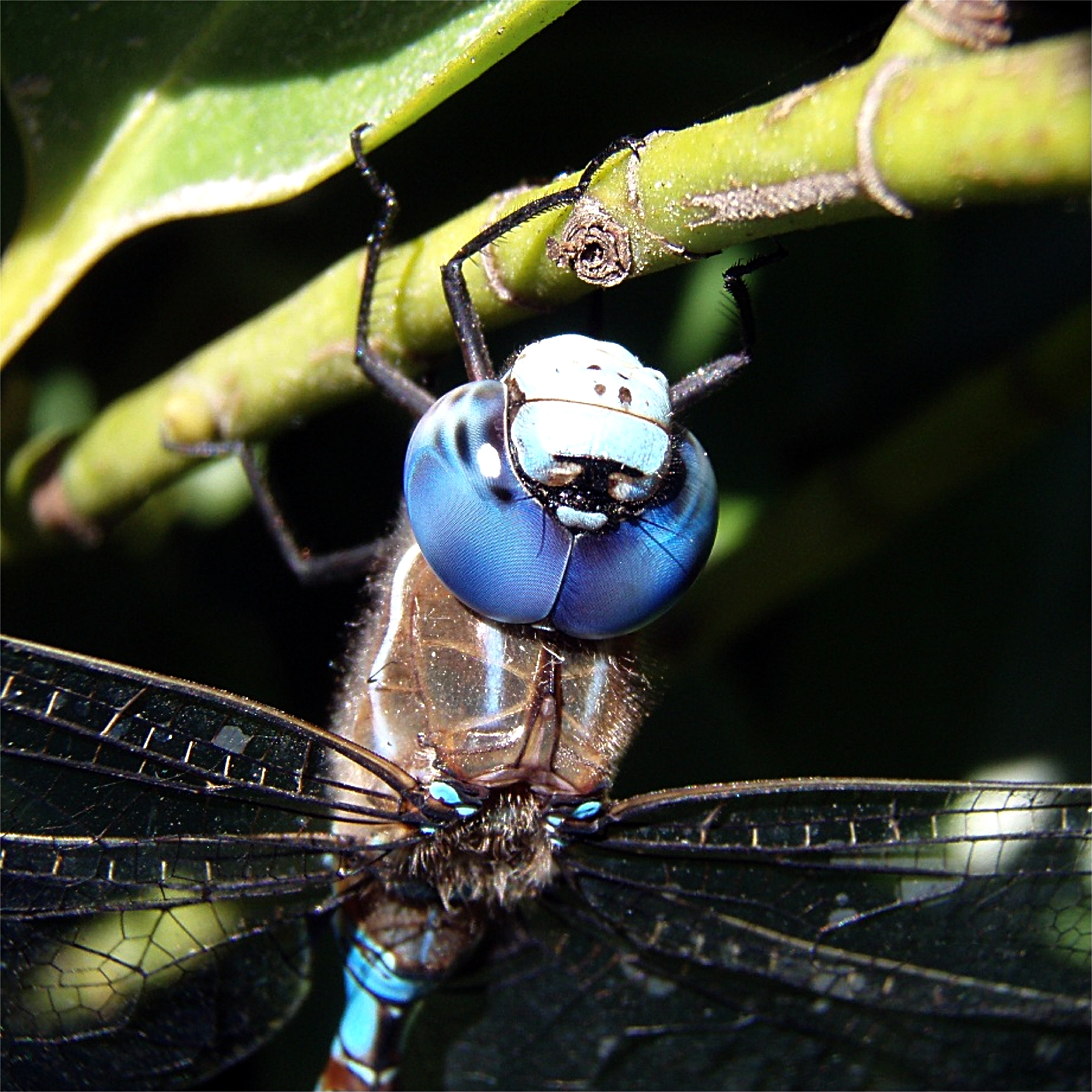
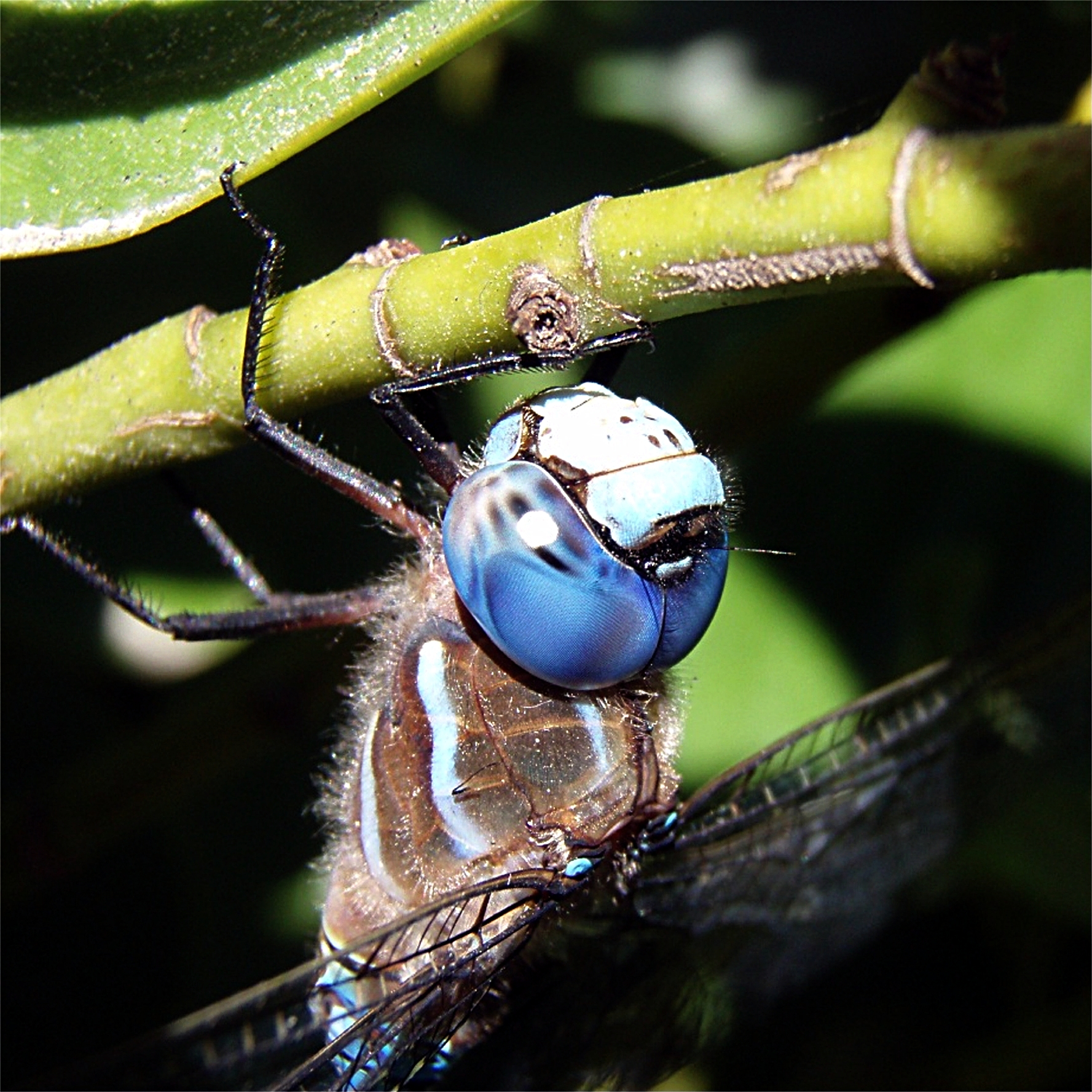
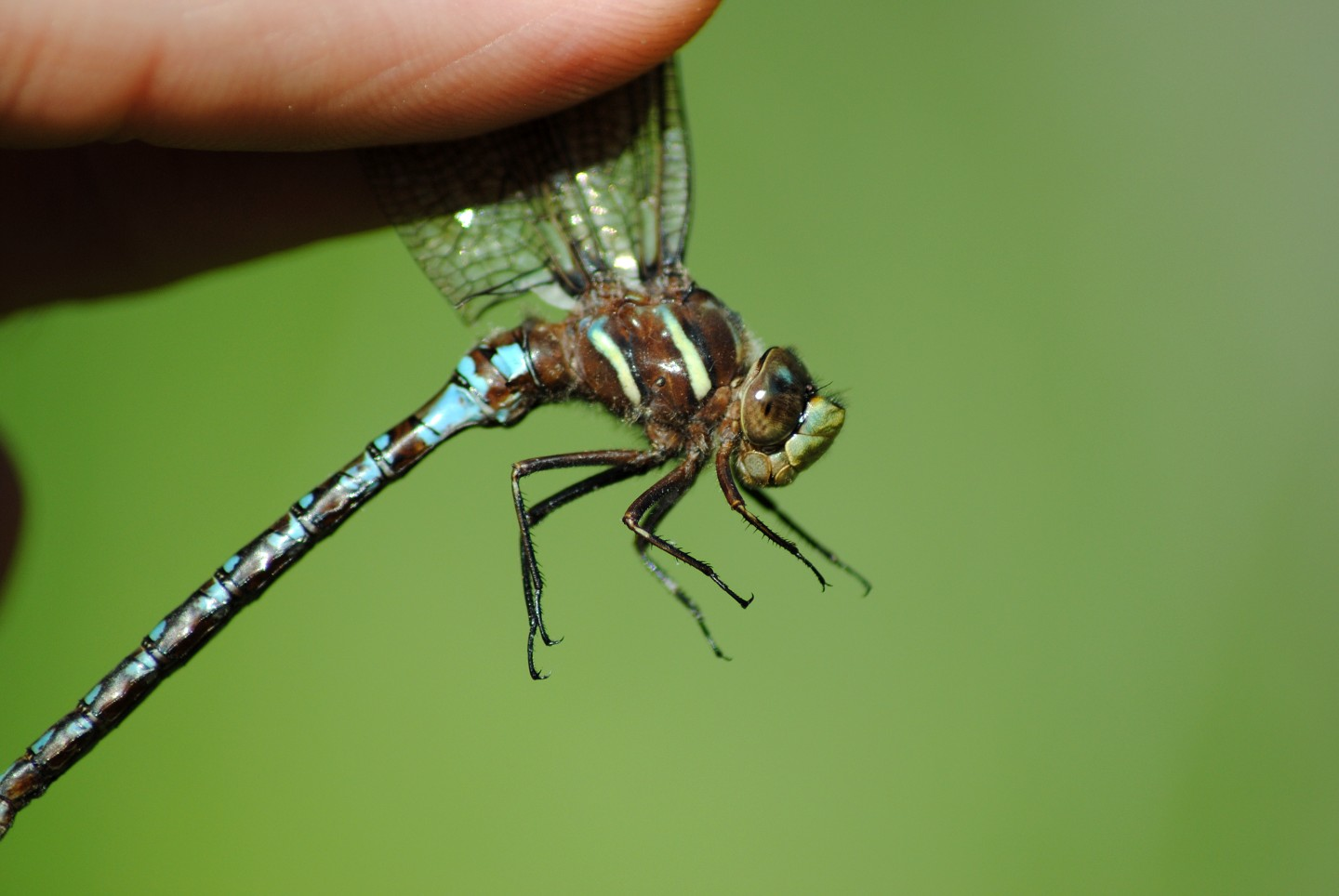